# Masters d'Irlande de snooker seniors 2019
Les Masters d'Irlande seniors 2019 sont un tournoi de snooker comptant pour la tournée mondiale seniors. L'épreuve s'est tenue du 4 au 6 janvier 2019 au Goffs de Kill, en Irlande. Elle est organisée par la tournée mondiale seniors et parrainée par la société irlandaise Insuremyvan.ie.

## Faits marquants
L'événement compte huit participants seniors parmi les légendes de la discipline. Barry Pinches a remporté le tournoi qualificatif à Leeds et Aaron Canavan a été invité en tant que finaliste de ce tournoi, afin de pallier un désistement.
Les matchs sont disputés au meilleur des cinq manches, avec une bille noire respotée en guise de manche décisive en cas d'égalité à deux manches partout.
Le tenant du titre est Steve Davis. Il s'est imposé contre Jonathan Bagley en finale l'an passé. Cette édition a été remportée par Jimmy White aux dépens de Rodney Goggins.

## Dotation
La répartition des prix est la suivante :
- Vainqueur : 7 500 €
- Finaliste : 2 500 Euro€
- Demi-finaliste : 1 000 Euro€
- Meilleur break : 500 Euro€

Dotation totale : 14 000 Euro€

## Tableau
|  | Quarts de finale au meilleur des 5 manches | Quarts de finale au meilleur des 5 manches | Quarts de finale au meilleur des 5 manches |             |                | Demi-finales au meilleur des 5 manches | Demi-finales au meilleur des 5 manches | Demi-finales au meilleur des 5 manches |  |  | Finale au meilleur des 7 manches | Finale au meilleur des 7 manches | Finale au meilleur des 7 manches |
|  |                                            |                                            |                                            |             |                |                                        |                                        |                                        |  |  |                                  |                                  |                                  |
|  |                                            | Ken Doherty                                | 1                                          |             |                |                                        |                                        |                                        |  |  |                                  |                                  |                                  |
|  |                                            | Rodney Goggins                             | 3                                          |             |                |                                        |                                        |                                        |  |  |                                  |                                  |                                  |
|  |                                            | Rodney Goggins                             | 3                                          |             | Rodney Goggins | 3                                      |                                        |                                        |  |  |                                  |                                  |                                  |
|  |                                            |                                            |                                            |             | Rodney Goggins | 3                                      |                                        |                                        |  |  |                                  |                                  |                                  |
|  |                                            |                                            | Joe Johnson                                | 0           |                |                                        |                                        |                                        |  |  |                                  |                                  |                                  |
|  |                                            | Joe Johnson                                | Joe Johnson                                | 0           | 3              |                                        |                                        |                                        |  |  |                                  |                                  |                                  |
|  |                                            | Joe Johnson                                |                                            |             | 3              |                                        |                                        |                                        |  |  |                                  |                                  |                                  |
|  |                                            | Dennis Taylor                              | 1                                          |             |                |                                        |                                        |                                        |  |  |                                  |                                  |                                  |
|  |                                            |                                            |                                            |             |                |                                        |                                        |                                        |  |  |                                  | Rodney Goggins                   | 1                                |
|  |                                            |                                            |                                            | Jimmy White | 4              |                                        |                                        |                                        |  |  |                                  |                                  |                                  |
|  |                                            | Jimmy White                                | 3                                          |             |                |                                        |                                        |                                        |  |  |                                  |                                  |                                  |
|  |                                            | Willie Thorne                              | 0                                          |             |                |                                        |                                        |                                        |  |  |                                  |                                  |                                  |
|  |                                            | Willie Thorne                              | 0                                          |             | Jimmy White    | 3                                      |                                        |                                        |  |  |                                  |                                  |                                  |
|  |                                            |                                            |                                            |             | Jimmy White    | 3                                      |                                        |                                        |  |  |                                  |                                  |                                  |
|  |                                            |                                            | Patrick Wallace                            | 2           |                |                                        |                                        |                                        |  |  |                                  |                                  |                                  |
|  |                                            | Aaron Canavan                              | Patrick Wallace                            | 2           | 0              |                                        |                                        |                                        |  |  |                                  |                                  |                                  |
|  |                                            | Aaron Canavan                              |                                            |             | 0              |                                        |                                        |                                        |  |  |                                  |                                  |                                  |
|  |                                            | Patrick Wallace                            | 3                                          |             |                |                                        |                                        |                                        |  |  |                                  |                                  |                                  |

## Finale
| Finale au meilleur des 7 manches Arbitre : Michaela Tabb |                          |                        |
| Rodney Goggins Irlande                                   | 1 - 4 ( - )              | Jimmy White Angleterre |
| 0 52                                                     | Centuries Meilleur break | 0 96                   |
| Jimmy White remporte les Masters d'Irlande seniors 2019  |                          |                        |

## Qualifications

### Tournoi de Celbridge
Ces rencontres se sont tenues du 24 novembre 2018 au 25 novembre 2018 au club de snooker de Celbridge. Les matchs ont été disputés au meilleur des cinq manches. Les joueurs se sont affrontés pour obtenir une place qualificative pour le tableau final. Patrick Wallace s'est qualifié.

#### Quarts de finale
- Jonathan Bagley 3-0  Karl Townsend
- Joe Delaney 0-3  Lee Richardson
- Patrick Wallace 3-0  Tony Corrigan
- Rodney Goggins 3-0  Michael Judge

#### Demi-finales
- Jonathan Bagley 3-2  Lee Richardson
- Patrick Wallace 3-2  Rodney Goggins

#### Finale
- Jonathan Bagley 2-3  Patrick Wallace

### Tournoi de Dublin
Ces rencontres se sont tenues le 1er décembre 2018 au Roadstone club de Dublin. Les matchs ont été disputés au meilleur des cinq manches. Les joueurs se sont affrontés pour obtenir une place qualificative pour le tableau final. Rodney Goggins s'est qualifié.

## Centuries

### Pendant le tournoi
- 101  Jimmy White

### Pendant les qualifications
- 136  Patrick Wallace
- 111  Lee Richardson
- 110  Joe Delaney
- 109  Jonathan Bagley